# Estação Pontezinha
A Estação Pontezinha é uma das estações do VLT do Recife, situada em Cabo de Santo Agostinho, entre a Estação Ângelo de Souza e a Estação Ponte dos Carvalhos.
Foi inaugurada em 1858 e atende a moradores e trabalhadores do bairro de Pontezinha, em Cabo de Santo Agostinho.

## História
A estação foi originalmente inaugurada em 1858, como sendo uma das estações da Estrada de Ferro Recife ao São Francisco. Em 1905, a estação Pontezinha passou a fazer parte do Ramal Recife-Maceió. Esse ramal de passageiros funcionou até os anos 80. Atualmente a estação faz parte da Linha Cajueiro Seco–Cabo do VLT do Recife.